# Процент жировой массы тела
Процент жировой массы тела человека или другого живого существа — это общая масса жира, деленная на общую массу тела, умноженную на 100. Жировые отложения включают в себя основные жировые отложения и накопительные жировые отложения. Незаменимые жировые отложения необходимы для поддержания жизнедеятельности и репродуктивных функций. Процент незаменимых жировых отложений у женщин выше, чем у мужчин, что обусловлено требованиями деторождения и другими гормональными функциями. Накопление жира в организме состоит из накопления жира в жировой ткани, часть которого защищает внутренние органы в области груди и живота. Существует целый ряд методов определения процентного содержания жира в организме, таких как измерение с помощью штангенциркуля или с помощью биоэлектрического импедансного анализа.
Процент жира в организме является мерой уровня физической подготовки, так как это единственное измерение тела, которое непосредственно вычисляет относительный состав тела человека без учёта роста или веса. Широко используемый индекс массы тела (ИМТ) обеспечивает измерение, которое позволяет сравнивать ожирение людей разного роста и веса. В то время как ИМТ в значительной степени увеличивается по мере увеличения ожирения, из-за различий в составе тела, другие показатели жировой ткани дают более точные результаты; например, люди с большей мышечной массой или большими костями будут иметь более высокие ИМТ. Таким образом, ИМТ является полезным показателем общей физической формы для большой группы людей, но плохим инструментом для определения состояния здоровья отдельного человека.